# BBC Microcomputer Systems
BBC Microcomputer System ili BBC Micro je bila serija mikroračunala i vanjskih ulazno/izlaznih jedinica koju je razvila i proizvodila engleska tvrka Acorn Computers za projekt računalnog opismenjavanja britanske TV kuće BBC (BBC Computer Literacy Project). Razvijena za potrebe obrazovanja bila je značajna zbog izdržljivosti, lakoće proširivanja i kvalitete operacijskog sustava.

## Tehnička svojstva
Sklopovlje:
- mikroprocesor
  - MOS 6502
  - takt: 2Mhz
- memorija
  - RAM: 16-32 kB(Model A/B), 64-128 kB(Model B+), 128 kB(Master)
  - ROM: 32-128 kB, proširivno do 272 kB
- skladištenje podataka
  - kaseta
  - disketa
  - tvrdi disk
- zvuk
  - zvučni procesor: Texas Instruments SN76489
  - 4 kanala, mono